# When the Music’s Over
When the Music’s Over ist ein Song der Rock-Band The Doors. Der Song wurde vermutlich spätestens seit Mai 1966 bei Live-Auftritten der Band gespielt und im August 1967 für das Album Strange Days aufgenommen. Verschiedene Live-Aufführungen des Liedes sind auf mehreren Audio-Mitschnitten und einigen Filmaufnahmen dokumentiert.
Mit diesem Lied setzten die Doors, ähnlich wie schon mit The End auf ihrem ersten Album The Doors, ein über zehn Minuten langes Werk als ausdrücklichen Schlusspunkt auf die Platte. Mit 10:58 Minuten ist es nach The End das zweitlängste Stück aller sechs Doors-Studioalben, die Live-Version auf The Doors in Concert dauert sogar 14:50 Minuten.

## Rezeption
Charakterisiert durch die Textzeile „We want the world and we want it … now!“ („Wir wollen die Welt, und wir wollen sie … jetzt!“) wird dieser Song von vielen als die erste politische Hymne der Doors angesehen. Die Zeilen „What have they done to the earth, what have they done to our fair sister? Ravaged and plundered and ripped her and bit her“ („Was haben sie der Erde angetan, was haben sie unserer schönen Schwester angetan? Zerstört und geplündert und sie aufgerissen und gebissen“) kann man als eine frühe Auseinandersetzung in der Rockmusik mit umweltpolitischen Themen sehen, möglicherweise in Reaktion auf Rachel Carsons Buch Silent Spring (Der stumme Frühling).
Der Opening von When the Music's Over wurde von der Band Sublime für ihren Song Cisco Kid gesampelt, der auf dem Album Robbin' the Hood erschien.
Rolf Dieter Brinkmann und Ralf-Rainer Rygulla stellten ihrer Anthologie Acid, in der namhafte Autoren der amerikanische Lyrikszene wie Charles Bukowski oder William S. Burroughs versammelt sind, die Zeilen „Before I sink into the big sleep I want to hear the scream of the butterfly“ („Bevor ich in den großen Schlaf versinke möchte ich das Schreien des Schmetterlings hören)“ aus dem Liedtext von When the Music's Over voraus.